# 春日町 (下関市)
春日町（かすがちょう）は山口県下関市にある地名。郵便番号は750-0031。当地域の人口は2015年の国勢調査によると352人で、世帯数は187。本項目では特筆性の都合上、春日町付近にある関西町（かんせいちょう）、関西本町（かんせいほんまち）、山手町（やまてちょう）についても述べる。

## 地理
下関市の南部付近に存在する。春日町、関西町、関西本町、山手町全体では北部は向洋町と中央町と東神田町と神田町、西部は西神田町と長崎町と長崎本町、南部は長崎新町と長崎中央町、西部は丸山町と隣接する。

## 歴史

### 沿革
- 明治40年（1907年）秋山浄海が現在春日町にある正光寺を一味教会として創始する[4]。
- 明治43年（1910年）4月、東洋宣教会下関市ホーネリス教会が発足。のちに下関西教会となった[5]。
- 昭和17年（1942年）2月、教会が日本キリスト教団に加入し、｢下関西教会｣に改称[5]。
- 昭和22年（1947年）正光寺が寺号を本山から許されるようになる[4]。
- 昭和44年（1969年）大字関後地村から山手町が下関市の1町として成立[6]。
- 昭和48年（1973年）大字関後地村から春日町と関西町が下関市の1町として成立[7][8]。
- 昭和50年（1975年）大字関後地村から関西本町が下関市の1町として成立[8]。

## 町別データ
以下のデータは2015年に実施された国勢調査に基づいている。また、郵便番号については日本郵政のものを参考にしている。
| 町丁     | 郵便番号 | 面積(km2) | 人口 | 世帯数 | 人口密度(人/km2) |
| -------- | -------- | --------- | ---- | ------ | ---------------- |
| 春日町   | 750-0031 | 0.073342  | 352  | 187    | 4799             |
| 関西町   | 750-0032 | 0.080006  | 346  | 177    | 4325             |
| 関西本町 | 750-0022 | 0.027503  | 135  | 66     | 4909             |
| 山手町   | 750-0033 | 0.051606  | 358  | 197    | 6937             |

## 小・中学校の学区
市立小・中学校に通う場合、学区は以下の通りとなる。
| 町丁     | 番地・号                           | 小学校             | 中学校             |
| -------- | ---------------------------------- | ------------------ | ------------------ |
| 春日町   | 1~3番、4番1~8号、5番1~11号、8~10番 | 下関市立関西小学校 | 下関市立文洋中学校 |
| 春日町   | 4番9~12号、5番12~24号、6~7番       | 下関市立向山小学校 | 下関市立向洋中学校 |
| 関西町   | 全域                               | 下関市立関西小学校 | 下関市立文洋中学校 |
| 関西本町 | 全域                               | 下関市立関西小学校 | 下関市立文洋中学校 |
| 山手町   | 全域                               | 下関市立桜山小学校 | 下関市立文洋中学校 |

## 施設・史跡
- 日本キリスト教団下関西教会(関西町)[13]
- 関西公園(関西町)[14]
- 浄土真宗一味山本尊阿弥陀如来正光寺(春日町)[4]
- 下関市立関西小学校(関西町)
- 下関市上下水道局(春日町)[15]